# Слісаренко Леонід Олексійович
Слісаре́нко Леонід Олексійович (рос. Слисаренко Леонид Алексеевич; 18 червня 1926, с. Городище, Чорнухинський район, Полтавська область, УРСР, СРСР — 8 грудня 2000) — радянський і український актор.

## Біографічні відомості
Народився 18 червня 1926 року у с. Городище на Полтавщина. 
Був членом Національної спілки кінематографістів України.
Помер 8 грудня 2000 року.

## Фільмографія
Знімався у фільмах:

| Рік       |   | Українська назва                     | Оригінальна назва                   | Роль                        |
| --------- | - | ------------------------------------ | ----------------------------------- | --------------------------- |
| 1959      | ф | Друзі-товариші                       | Друзья-товарищи                     | лісничий (немає в титрах)   |
| 1960      | ф | Грізні ночі                          | Грозные ночи                        | зв'язковий (немає в титрах) |
| 1973—1976 | с | Дума про Ковпака                     | Дума о Ковпаке                      | Степан Кримов               |
| 1977      | ф | Право на любов                       | Право на любовь                     | Фома-німий                  |
| 1980      | ф | Мужність                             | Мужество                            | телеграфіст на станції      |
| 1981      | ф | Під свист куль                       | Под свист пуль                      | Шматов, торговець зброєю    |
| 1981      | ф | Скляне щастя                         | Стеклянное счастье                  | ?                           |
| 1982      | ф | Стратити не представляється можливим | Казнить не представляется возможным | надзиратель                 |
| 1983      | ф | Вир                                  | Водоворот                           | Тетеря                      |
| 1983      | ф | Миргород та його мешканці            | Миргород и его обитатели            | квартальний                 |
| 1986      | ф | І ніхто на світі...                  | И никто на свете                    | епізод                      |

та ін.